# 先陶文化
先陶文化，或稱先陶階段、先陶時代、先農耕文化，通常指涉不具新石器時代文化要素的舊石器時代文化，並且時代區間特指舊石器時代晚期的階段。此時尚未擁有製陶、農業、畜牧的活動跡象。臺灣主要可見的分布遺址為屏東龍坑遺址、鵝鑾鼻第二遺址及臺東小馬遺址、小馬龍洞遺址、八仙洞遺址等。
該文化存續時間，最早約可溯自五萬年前並延續至距今約為六千年前。該文化遺址即使未出現陶罐，卻仍有出現相當多的人造器具通常都是利用石頭與骨頭所打製。而這其中有些地區所發現的先陶遺址，其遺留下石器甚至已有磨製等痕跡。而部分遺留年代已進入全新世，即新石器時代階段，亦有學者認為應稱之為「舊石器時代晚期持續型文化」。